# Jayden Cole
Jayden Cole (Huntington Beach, California; 9 de octubre de 1985) es una actriz pornográfica y modelo erótica estadounidense.

## Biografía
Jayden Cole, nombre artístico de Meghan Ashley Gorton, nació en la ciudad costera de Huntington Beach, en el condado de Orange (California) en octubre de 1985, en el seno de una familia con ascendencia irlandesa y libanesa.
Trabajó como bailarina en sus años de adolescencia en Walt Disney World Resort de Orlando (Florida). Posteriormente, regresó a California, asentándose en Los Ángeles, donde comenzó a actuar como bailarina y estríper en clubs de alterne. Entró en la industria pornográfica en 2009, a los 24 años de edad, debutando en la película Fly Girls.
En el mismo año que entró en el porno, fue elegida Treat of the month del portal Twistys en octubre de 2009. En diciembre de ese año, Jayden Cole fue elegida Penthouse Pets de la revista Penthouse.
Desde sus comienzos, ha trabajado para estudios como Girlfriends Films, Sweetheart Video, Girlsway, Wicked, Digital Playground, 3rd Degree, New Sensations, Naughty America, Penthouse, Hustler Video o Reality Kings.
En 2015 y 2016 estuvo nominada en los Premios AVN a Artista lésbica del año. En 2016, además, también lo estuvo en la categoría de Mejor escena de sexo lésbico por Penthouse Pet All-Girl Retreat.
Otros títulos de su filmografía son Jayden Cole's Temptress Treat, Super Model Solos, To Protect and to Serve 2, We Live Together 13, I'll Take Care of You o Net Skirts 2.0.
Ha rodado más de 400 películas.

## Premios y nominaciones
| Año  | Ceremonia    | Resultado | Premio                                    | Trabajo                           |
| ---- | ------------ | --------- | ----------------------------------------- | --------------------------------- |
| 2011 | Premios AVN  | Nominada  | Mejor escena de sexo lésbico              | Pin-Up Girls 5                    |
| 2015 | Premios AVN  | Nominada  | Artista lésbica del año                   | —                                 |
| 2016 | Premios AVN  | Nominada  | Artista lésbica del año                   | —                                 |
| 2016 | Premios AVN  | Nominada  | Mejor escena de sexo lésbico              | Penthouse Pet All-Girl Retreat    |
| 2017 | Premios AVN  | Nominada  | Artista lésbica del año                   | —                                 |
| 2017 | Premios AVN  | Nominada  | Premio fan: Estrella mediática            | —                                 |
| 2018 | Premios AVN  | Nominada  | Artista lésbica del año                   | —                                 |
| 2018 | Premios AVN  | Nominada  | Premio fan: Estrella mediática            | —                                 |
| 2019 | Premios AVN  | Nominada  | Artista lésbica del año                   | —                                 |
| 2019 | Premios AVN  | Nominada  | Premio fan: Mejor sitio web de una actriz | ClubJayden.com                    |
| 2019 | Premios XRCO | Nominada  | Artista lésbica del año                   | —                                 |
| 2020 | Premios AVN  | Nominada  | Artista lésbica del año                   | —                                 |
| 2021 | Premios AVN  | Nominada  | Artista lésbica del año                   | —                                 |
| 2021 | Premios AVN  | Nominada  | Mejor escena de sexo lésbico en grupo     | Alexis Texas Lesbian House Party! |
| 2022 | Premios AVN  | Nominada  | Artista lésbica del año                   | —                                 |
| 2023 | Premios AVN  | Nominada  | Artista lésbica del año                   | —                                 |